# Carl Otto Lenz

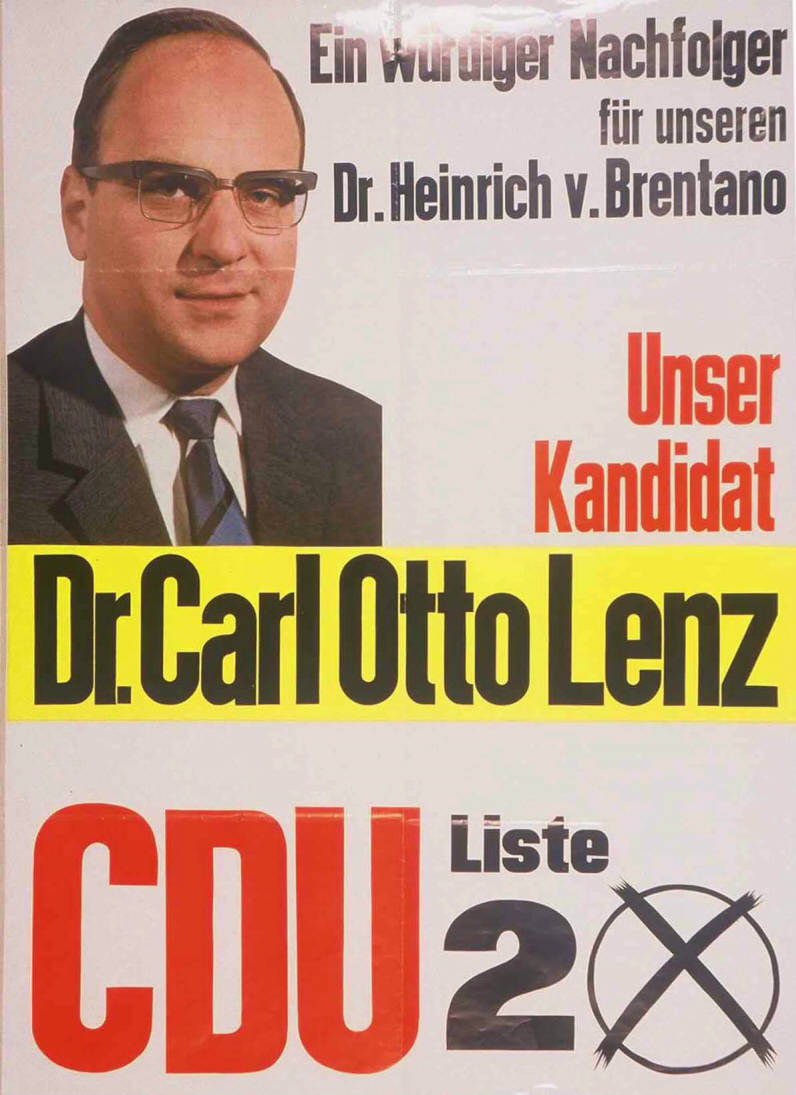
Kandidatenplakat zur Bundestagswahl 1965

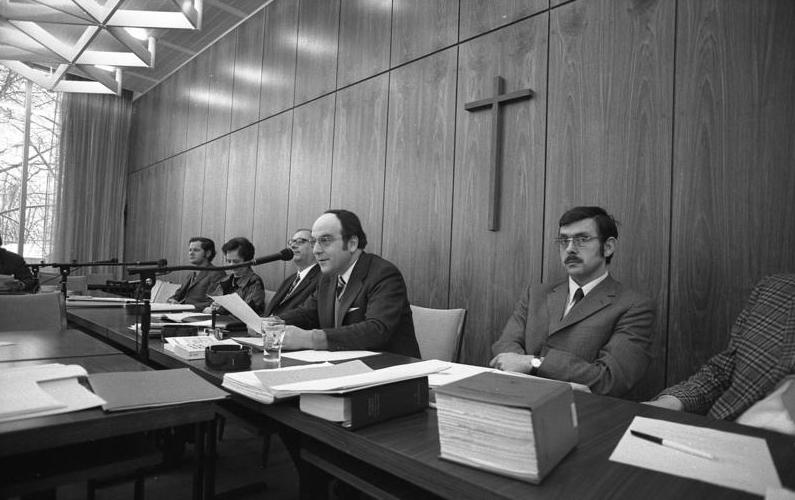
Hearing des Rechtsausschusses des Bundestages Volljährigkeitsalter im CDU/CSU Fraktionssaal (2. v. r.: MdB Carl Otto Lenz), 1973

Carl Otto Lenz (* 5. Juni 1930 in Berlin) ist ein deutscher Rechtsanwalt, Politiker der CDU und ehemaliger Generalanwalt am Europäischen Gerichtshof.

## Leben
Carl Otto Lenz wurde als Sohn des Rechtsanwaltes Otto Lenz (Staatssekretär des Bundeskanzleramts 1951–1953, Mitglied des Deutschen Bundestages 1953–1957) und Frau Marieliese Pohl geboren. Der Vater hatte es abgelehnt, unter den Nationalsozialisten Richter zu werden, und hatte Verbindungen zu den Widerstandskreisen des 20. Juli 1944. 1948 machte Carl Otto Lenz sein Abitur in München. Er studierte in den Jahren 1949 bis 1953 Rechts- und Staatswissenschaften an der Ludwig-Maximilians-Universität München, der Albert-Ludwigs-Universität Freiburg, der Universität Freiburg im Üchtland und der Rheinischen Friedrich-Wilhelms-Universität Bonn. In Freiburg wurde er Mitglied der katholischen Studentenverbindung KDStV Arminia und in Bonn der KDStV Staufia im CV. Später folgten Studien an der Cornell University in Ithaca, New York, der Hochschule für Verwaltungswissenschaften Speyer und der Harvard University in Cambridge (Massachusetts). 1961 wurde er an der Universität Bonn mit der Arbeit zum Thema Die Beratungsinstitutionen des amerikanischen Präsidenten in Fragen der allgemeinen Politik promoviert.
1959 wurde er Generalsekretär der Christlich-Demokratischen Fraktion des Europäischen Parlaments in Luxemburg; von 1965 bis 1984 war er Mitglied des Deutschen Bundestages. 1965 wurde er als Nachfolger des im Vorjahr verstorbenen Heinrich von Brentano direkt im Bundestagswahlkreis Bergstraße gewählt, ebenso 1976 und 1983. Über lange Jahre war er Mitglied des Rechtsausschusses, dessen Vorsitzender von 1969 bis 1980. Im gleichen Zeitraum gehörte er dem Vermittlungsausschuss zwischen Bundestag und Bundesrat an. 1983 wurde er Vorsitzender der Europa-Kommission des Bundestages. Seit 1969 war Lenz Mitglied im Wahlmännerausschuss des Bundestags für die Wahl von Richtern des Bundesverfassungsgerichts.
Lenz engagierte sich insbesondere für die deutsch-französische Freundschaft, war Mitglied der deutsch-französischen Parlamentariergruppe und deren Vorsitzender von 1969 bis 1983 sowie Koordinator für deutsch-französische Zusammenarbeit 1982–1984.
Neben vielen anderen inner- und außerparlamentarischen Ämtern war Lenz zwischen 1984 und 1997 Generalanwalt am Europäischen Gerichtshof. In dieser Zeit hat er circa 400 Schlussanträge für den Gerichtshof der EG verfasst. Unter anderem folgte ihm der Europäische Gerichtshof bei der Bosman-Entscheidung. Daneben ist Lenz Herausgeber eines Handbuches und eines Kommentars sowie Verfasser zahlreicher Arbeiten insbesondere zum EG- und EU-Recht.
Seit 1998 ist Lenz als Rechtsanwalt in Frankfurt am Main und Brüssel tätig. Seit 2007 ist er Vorsitzender des Disziplinarrates der Europäischen Kommission.

## Auszeichnungen und Ehrungen
- 1976: Großes Verdienstkreuz der Bundesrepublik Deutschland
- 1980: Offizier der Ehrenlegion
- 1983: Großoffizier des Nationalen Verdienstordens der Französischen Republik
- 1987: Hans-Dahs-Plakette des Deutschen Anwaltvereins
- 1990: Honorarprofessor für das Fachgebiet Europarecht an der Universität des Saarlandes
- 1998: Großkreuz des Verdienstordens des Großherzogtums Luxemburg
- 2001: Mérite Européen in Gold
- 2014: Alfred-Dregger-Medaille in Silber[1]

## Schriften
- Europa der Vaterländer – Vaterland Europa. In: Fritz Burgbacher (Hrsg.): Bekenntnis zu Europa. Herder Verlag, Freiburg, 1963, S. 268 ff.
- Das Zusammenwirken der europäischen Gerichte und der nationalen Gerichtsbarkeit. Arbeitstagung vom 21. bis 23. Oktober 1988 in Bad Kreuznach, C. F. Müller Heidelberg 1989, ISBN 3811437895
- Notstandsverfassung des Grundgesetzes, Kommentar, Athenäum Verlag, Frankfurt am Main, 1971
- Notstandsverfassung des Grundgesetzes, Kommentar, Cornelsen/Scriptor, Berlin 1991 (Nachdruck), ISBN 358920365X
- EG-Handbuch Recht im Binnenmarkt (Herausgeber), Handbuch, Verlag Neue Wirtschafts Briefe, Herne/Berlin, 2. Auflage 1994, ISBN 3482435529
- EG-Vertrag (Herausgeber), Kommentar, Bundesanzeiger Köln 1994, ISBN 3887845099
- EG-Vertrag (Herausgeber), Kommentar, Bundesanzeiger Köln, 2. Auflage 1999, ISBN 3887848942
- EU- und EG-Vertrag (Herausgeber gemeinsam mit Klaus-Dieter Borchardt), Kommentar, Bundesanzeiger Köln, 3. Auflage 2003, ISBN 3898172740
- EU- und EG-Vertrag (Herausgeber gemeinsam mit Klaus-Dieter Borchardt), Kommentar, Bundesanzeiger Köln, 4. Auflage 2006, ISBN 9783898175067
- EU-Verträge (Herausgeber gemeinsam mit Klaus-Dieter Borchardt), Kommentar, Bundesanzeiger Köln, 5. Auflage 2010, ISBN 9783898177023
- EU-Verträge (Herausgeber gemeinsam mit Klaus-Dieter Borchardt), Kommentar, Bundesanzeiger Köln, 6. Auflage 2012, ISBN 9783846200070, seitdem laufend aktualisiert als Online-Kommentar, ISBN 9783898179614 (zuletzt im Januar 2017)